# Palazzo Ferreria
Palazzo Ferreria, oficjalnie Palazzo Buttiġieġ-Francia – pałac niedaleko bramy wejściowej do Valletty, stolicy Malty. Zbudowany pod koniec XIX wieku. Projektantem obiektu był architekt Giuseppe Bonavia; był to pierwszy budynek na Malcie posiadający drewniane balkony. Zaliczony jest do zabytków narodowych klasy 1.

## Historia
Na parceli, na której stoi pałac, istniała gisernia Zakonu św. Jana, w której wykonywano uzbrojenie rycerzy-zakonników. Działka została kupiona od rządu przez Giuseppe Buttigiega i jego żonę Giovannę Camilleri. Później, pod koniec XIX wieku, postawili oni na tym miejscu Palazzo Ferreria. Zatrudnili najbardziej doświadczonych i solidnych wykonawców na wyspie. Na fasadzie budynku można zobaczyć tarcze herbowe rodzin Buttiegieg i Camilleri. Pałac otrzymała w posagu ich córka Teresa Buttigieg. Poślubiła ona pułkownika Johna Louisa Francia, od którego pałac wziął na jakiś czas nazwę. Francia był obywatelem hiszpańskim z brytyjskiej kolonii Gibraltar. Tych dwoje spotkało się, kiedy odbywał on na Malcie służbę w armii brytyjskiej.
Palazzo Ferreria jest drugim pod względem wielkości, po Pałacu Wielkiego Mistrza, pałacem w Valletcie.

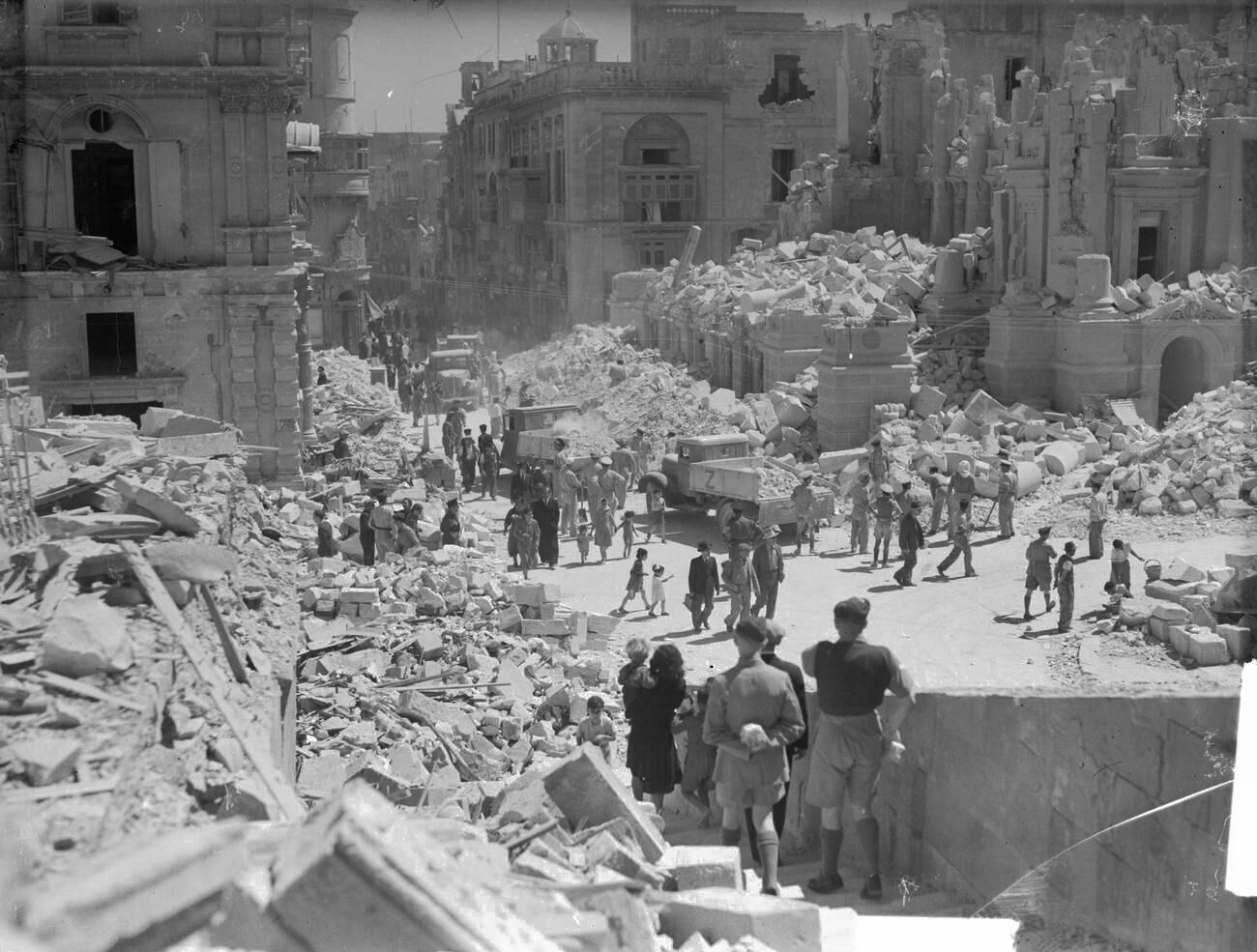
Podczas II wojny światowej wiele budynków w Valletcie poniosło szkody. Palazzo Ferreria (po lewej) został uszkodzony w niewielkim stopniu

Rodzina Francia mieszkała w pałacu do roku 1947. Podczas wojny wiele budynków w Valletcie zostało zburzonych lub uległo uszkodzeniu w różnym stopniu. Ponieważ pałac przetrwał działania wojenne z niewielkimi uszkodzeniami, rząd Partii Pracy, na czele z Domem Mintoffem, wynajął od rodziny Francia część budynku. Umieszczony tam został Departament Robót Publicznych, który odbudowywał i odnawiał Vallettę z wojennych zniszczeń. Rodzina zatrzymała niewielką część pałacu jako apartament. Aktualnie (kwiecień 2017) używany jest on jako biuro jednego z ministerstw. W roku 1979 rodzina Francia sprzedała pałac rządowi, prowadzonemu po raz kolejny przez premiera Doma Mintoffa. W parterowej części pałacu mieszczą się sklepy.

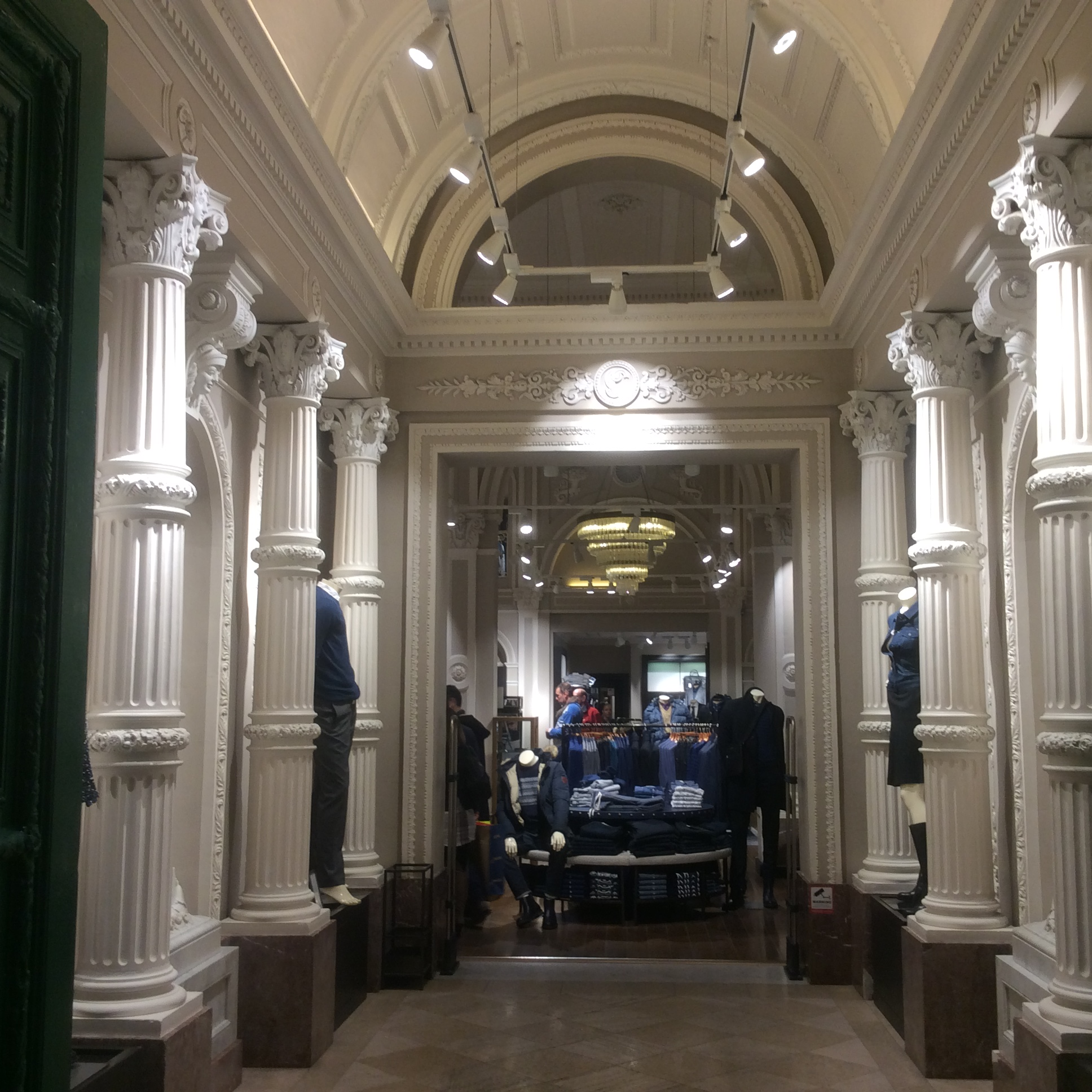
Jedno z oryginalnych wejść do Palazzo Ferreria, dziś mieści sklep z odzieżą.

## Architektura pałacu
Projektantem Palazzo Ferreria jest Giuseppe Bonavia, którego pracami są również Lija Belvedere Tower i La Borsa. Bonavia jest przedstawiany jako pierwszy architekt, który wprowadził drewniane balkony na fasadach domów, poczynając od Palazzo Ferreria. Miało to miejsce w 2. połowie XIX wieku, od tego czasu wielu architektów wzięło przykład z prekursora, jak również Maltańczycy jako ogół. Jest to rozpowszechnione do dzisiaj. Pałac jest uznany przez Malta Environment and Planning Authority (MEPA) jako zabytek narodowy klasy 1.

## Galeria

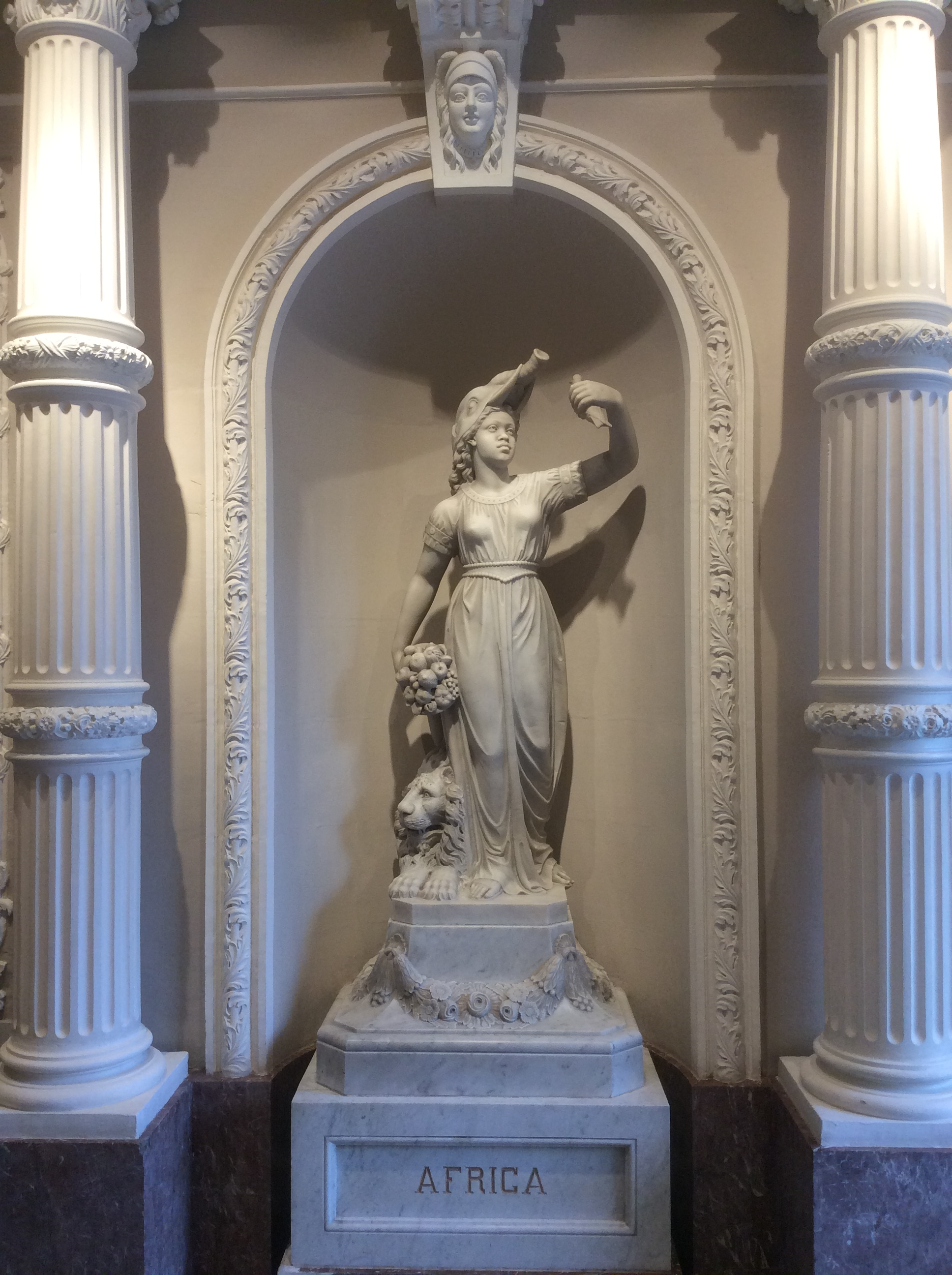
Statua przedstawiająca Afrykę
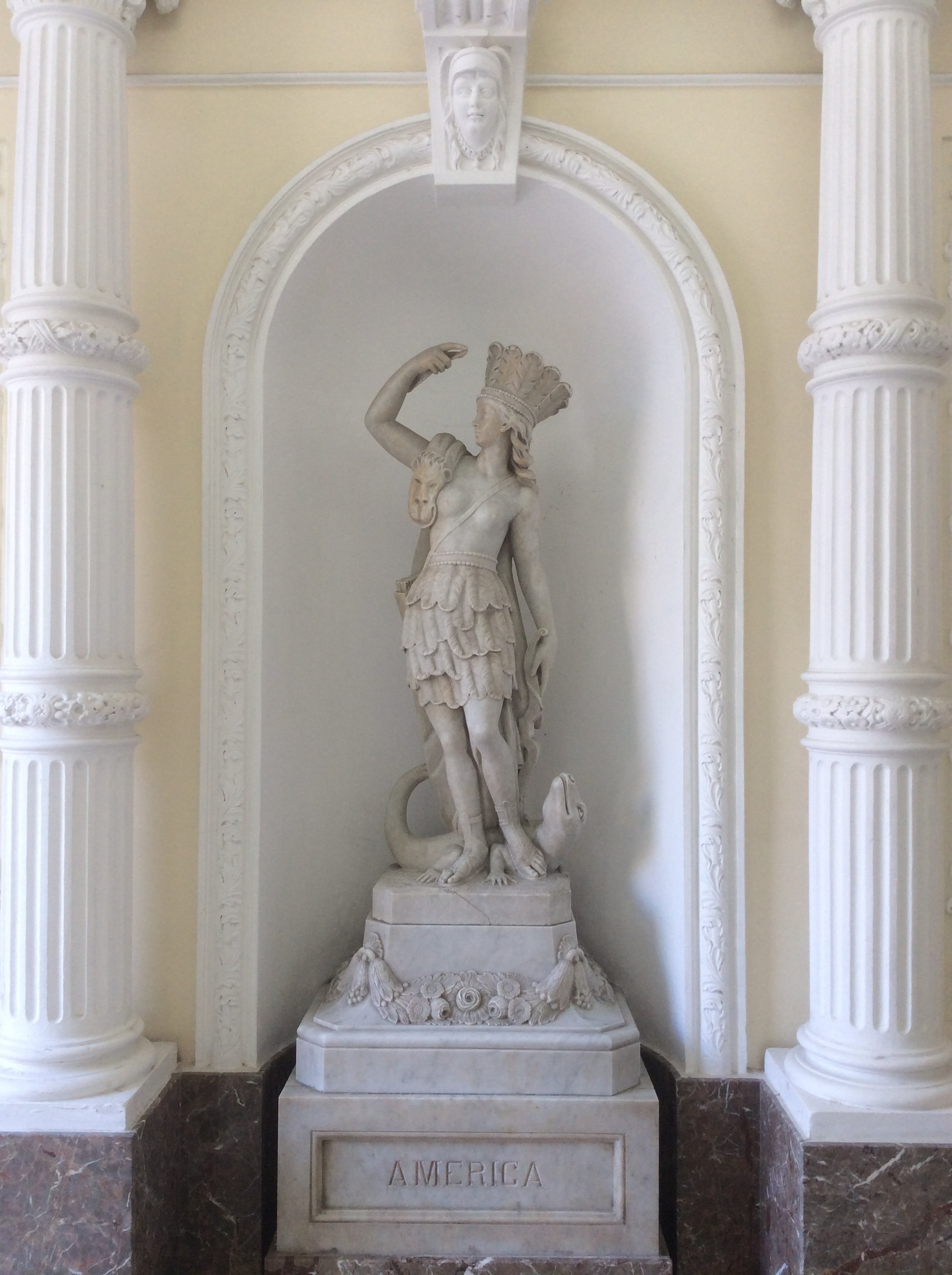
Statua przedstawiająca Amerykę
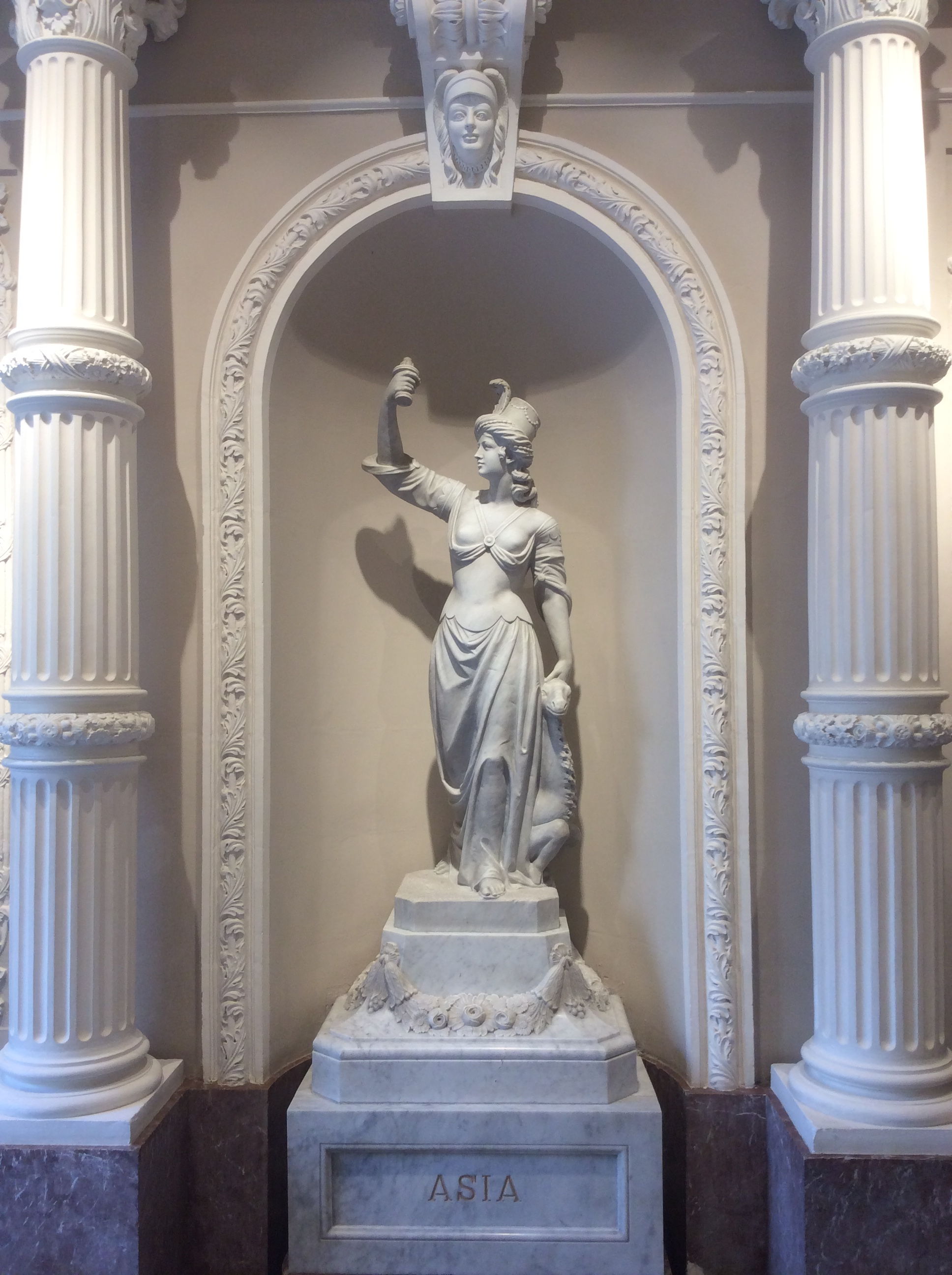
Statua przedstawiająca Azję
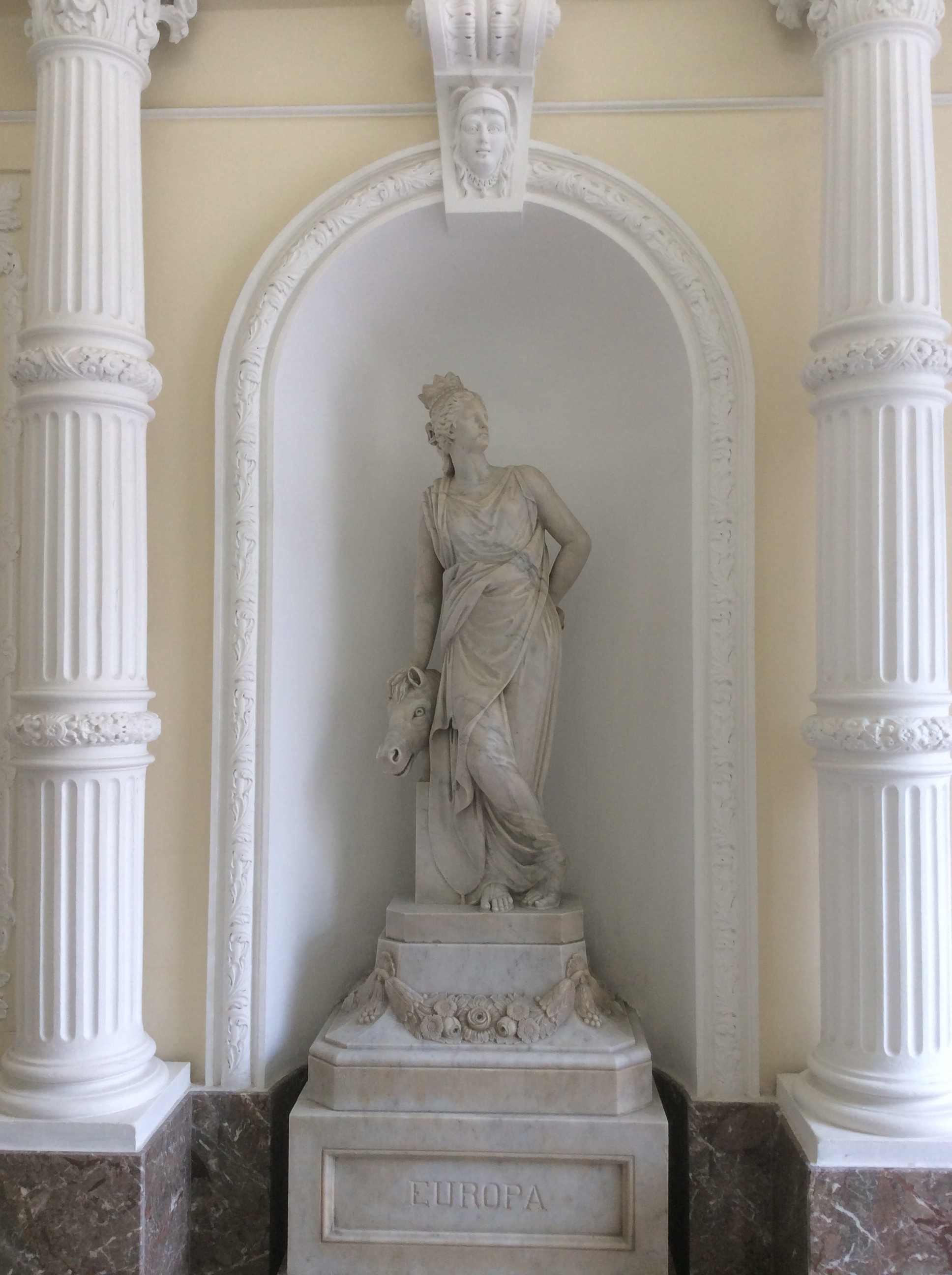
Statua przedstawiająca Europę